# 周昂
周 昂（しゅう こう、生没年不詳）は、中国後漢末期の武将。揚州会稽郡の出身。兄は周昕。弟は周喁。

## 人物
袁紹配下。袁術によって豫州刺史に任命された孫堅に対抗するため、袁紹によって豫州に派遣された。当時孫堅は陽城に駐屯していたので、周昂は袁紹の命を受けて陽城を攻め落とした。拠点を失った袁術は陽城を奪還するため、孫堅と公孫越に命じて周昂を攻めさせた。周昂はこれを打ち破り、公孫越を流れ矢で討ち取った。
後に九江太守に任命されたが、袁術の命令で九江郡に侵攻してきた孫賁に敗れ、九江郡を奪われた。
以後、周昂は史書に登場しない。